# Liste des sites classés et inscrits de Saône-et-Loire
Cet article recense les sites classés et inscrits en Saône-et-Loire, en France.

## Liste

### Sites classés
La liste suivante recense les sites classés du département. La superficie indiquée peut être nulle dans le cas de sites ponctuels.
| Site                                                                               | Communes                                                                                       | Date             | Superficie (ha) | Notes | Coordonnées                 | Photo |
| ---------------------------------------------------------------------------------- | ---------------------------------------------------------------------------------------------- | ---------------- | --------------- | --- | --------------------------- | ----- |
| Tilleul Henri IV                                                                   | Auxy                                                                                           | 22 avril 1932    | 0               | Le tilleul aurait été planté sous le gouvernement Sully, lors du règne d'Henri IV (début du XVIIe siècle) ; il mesure environ 13 m de hauteur et 6,40 m de circonférence à 1,50 m du sol). Il est planté dans le village d'Auxy, à côté d'une croix de chemin.                     | 46° 56′ 57″ N, 4° 24′ 06″ E |       |
| Cèdre                                                                              | Azé                                                                                            | 23 avril 1932    | 0               | Le cèdre monumental s'élève sur la place du Cèdre, au centre du bourg. Il mesure 3,10 m de diamètre. Il aurait été planté en 1824, et sa tête aurait été brisée accidentellement en voulant y fixer un drapeau pour le 14 juillet, conduisant à un développement en largeur.       | 46° 25′ 53″ N, 4° 45′ 41″ E |       |
| Grotte de Rizerolles, avec sa source et son bosquet                                | Azé                                                                                            | 10 février 1933  | 6               | | 46° 26′ 21″ N, 4° 45′ 36″ E |       |
| Mémorial de la Résistance et ses alentours                                         | Beaubery                                                                                       | 27 juillet 1994  | 12,4            | Mémorial inauguré en 1947, érigé dans les environs du premier maquis de Saône-et-Loire. | 46° 24′ 14″ N, 4° 24′ 08″ E |       |
| Sol du vieux cimetière entourant l'église, sa clôture et le chemin                 | Chapaize                                                                                       | 26 avril 1941    | 0               | | 46° 33′ 24″ N, 4° 44′ 15″ E |       |
| Tir à l'Oiseau, clairière à l'entrée de la forêt de Charolles                      | Charolles                                                                                      | 30 juin 1934     | 0               | | 46° 27′ 03″ N, 4° 16′ 04″ E |       |
| Montagne des Trois Croix                                                           | Cheilly-lès-Maranges, Dezize-lès-Maranges, Paris-l'Hôpital (Côte-d'Or : La Rochepot, Santenay) | 30 juin 1996     | 1 220           | Le site s'étend également sur deux communes de Côte-d'Or. | 46° 55′ 25″ N, 4° 39′ 56″ E |       |
| Château, parc et étang                                                             | La Clayette                                                                                    | 13 décembre 1949 | 81              | | 46° 17′ 42″ N, 4° 18′ 44″ E |       |
| Tilleul d'Abélard                                                                  | Cluny                                                                                          | 15 juin 1926     | 0               | Situé dans les jardins de l'abbaye, l'arbre avait vraisemblablement été planté au XVIIe siècle ; il portait le nom de Pierre Abélard, qui s'était réfugié dans l'abbaye. Abîmé par une tempête en 1982, il est abattu en 1983. Un autre tilleul a été planté à son emplacement.    | 46° 26′ 09″ N, 4° 39′ 39″ E |       |
| Chêne de la Corbette                                                               | Cluny                                                                                          | 22 avril 1932    | 0               | Chêne qui possédait une circonférence de plus de 6,20 au moment de son classement. Situé près du château de la Corbette, il n'a pas été retrouvé lors des dernières études sur le terrain.                                                                                         | 46° 24′ 43″ N, 4° 40′ 02″ E |       |
| Hêtre et fontaine des Croix                                                        | Cluny                                                                                          | 16 août 1932     | 0               | Situé en forêt de Cluny, le hêtre, bicentenaire mais malade, a été abattu en 1998 ; un autre hêtre a été replanté à son emplacement. | 46° 24′ 41″ N, 4° 41′ 38″ E |       |
| Cèdre de la Chaux                                                                  | Cuisery                                                                                        | 14 juin 1909     | 0               | | 46° 34′ 15″ N, 4° 59′ 12″ E |       |
| Tour de Cuisery et ses abords                                                      | Cuisery                                                                                        | 14 juin 1909     | 1,4             | | 46° 33′ 36″ N, 5° 00′ 10″ E |       |
| Mont Beuvray                                                                       | Glux-en-Glenne, Larochemillay                                                                  | 20 mars 1990     | 1 483           | | 46° 55′ 02″ N, 4° 02′ 19″ E |       |
| Site du mont Préneley et sources de l'Yonne                                        | Glux-en-Glenne, Saint-Prix, Villapourçon                                                       | 24 mars 2000     | 892             | | 46° 57′ 28″ N, 4° 00′ 08″ E |       |
| Chêne du Patureau                                                                  | La Grande-Verrière                                                                             | 16 juin 1939     | 0               | Depuis son classement, le chêne a été abattu sans autorisation. | 46° 58′ 03″ N, 4° 08′ 32″ E |       |
| Église et cimetière avec ses plantations de sapins et mur de clôture               | Grevilly                                                                                       | 24 mars 1942     | 0               | | 46° 30′ 58″ N, 4° 49′ 18″ E |       |
| Tilleul                                                                            | Grury                                                                                          | 21 avril 1936    | 0               | Arbre probablement abattu lors du réaménagement de la voie au bord de laquelle il était situé. | 46° 40′ 27″ N, 3° 54′ 42″ E |       |
| Église romane du hameau de Vaux                                                    | Jalogny                                                                                        | 23 janvier 1940  | 1               | | 46° 24′ 08″ N, 4° 37′ 35″ E |       |
| Terrasse de la Teppe de Marailly                                                   | Lacrost                                                                                        | 16 février 1942  | 4               | Pelouse naturelle dominant la vallée de la Saône et la ville de Tournus, située derrière l'église, au-dessus d'anciennes carrières. | 46° 33′ 18″ N, 4° 55′ 39″ E |       |
| Terrasse de la Teppe de l'Haye                                                     | Lacrost                                                                                        | 16 février 1942  | 2               | Site situé au rebord de la falaise sur laquelle est construit le village de Lacrost, anciennes carrières recolonisées par la végétation ; panorama sur la vallée de la Saône. | 46° 33′ 34″ N, 4° 55′ 50″ E |       |
| Église paroissiale et tour du château                                              | Laizé                                                                                          | 20 juin 1932     | 2               | | 46° 23′ 43″ N, 4° 48′ 22″ E |       |
| Ensemble urbain de la Grande-Rue des Arcades                                       | Louhans                                                                                        | 4 septembre 1942 | 0               | La Grande-Rue est également un site inscrit. | 46° 37′ 46″ N, 5° 13′ 22″ E |       |
| Chêne du Tremblay                                                                  | Mancey                                                                                         | 23 avril 1932    | 0               | Chêne s'étendant horizontalement, dont le feuillage mesure 20 m de diamètre. | 46° 34′ 22″ N, 4° 51′ 27″ E |       |
| Grotte du Four de la Baume                                                         | Martailly-lès-Brancion                                                                         | 21 décembre 1932 | 0               | | 46° 32′ 53″ N, 4° 48′ 00″ E |       |
| Signal de Mont                                                                     | Mont                                                                                           | 3 juin 1932      | 0               | Sommet du signal de Mont (470 m d'altitude), offrant un panorama sur le Bourbonnais, le Nivernais, les monts du Charolais et du Forez, le Morvan et le mont Beuvray. | 46° 38′ 36″ N, 3° 50′ 17″ E |       |
| Belvédère de Mont-Saint-Vincent                                                    | Mont-Saint-Vincent                                                                             | 13 mars 1943     | 0               | Belvédère situé sur le point culminant de l'éperon rocheux du Mont-Saint-Vincent, point culminant du Charolais (603 m d'altitude ; panorama sur le nord-Charolais et le bassin de Montceau-les-Mines.                                                                              | 46° 37′ 38″ N, 4° 28′ 37″ E |       |
| Platane devant l'église                                                            | Préty                                                                                          | 25 août 1909     | 0               | Platane monumental qui aurait été planté en 1802. | 46° 32′ 34″ N, 4° 56′ 24″ E |       |
| Chapelle Saint-Quentin et abords                                                   | Le Rousset                                                                                     | 20 juin 1957     | 7               | | 46° 33′ 27″ N, 4° 29′ 15″ E |       |
| Vieux tilleul                                                                      | Sagy                                                                                           | 14 juin 1909     | 0               | L'arbre aurait été planté en 1552 et serait un tilleul de Sully ; proclamé arbre de la liberté en 1792. Son tronc possède une grande cavité de presque 6 m2 dans laquelle on peut entrer.                                                                                          | 46° 35′ 53″ N, 5° 18′ 29″ E |       |
| Pierre Guénachère                                                                  | Saint-Émiland                                                                                  | 8 juin 1909      | 0               | Bloc granitique marquée par une trace ronde creusée dans la roche, qui proviendrait de tentatives d'extraction de meules inachevées. | 46° 54′ 55″ N, 4° 28′ 07″ E |       |
| Chêne de Saint-Maurice-les-Châteauneuf                                             | Saint-Maurice-lès-Châteauneuf                                                                  | 27 décembre 1940 | 0               | Chêne centenaire. | 46° 13′ 15″ N, 4° 14′ 48″ E |       |
| Église, cimetière, stèles tumulaires et croix                                      | Saint-Point                                                                                    | 2 juin 1942      | 0               | | 46° 20′ 32″ N, 4° 36′ 56″ E |       |
| Chêne de la liberté                                                                | Savigny-en-Revermont                                                                           | 2 juin 1931      | 0               | Chêne qui aurait été planté en 1793 comme arbre de la liberté ; disparu lors de l'aménagement du carrefour. | 46° 38′ 05″ N, 5° 25′ 18″ E |       |
| Esplanade de l'ancien château                                                      | Sennecey-le-Grand                                                                              | 12 avril 1938    | 3               | Ancienne enceinte du château de Sennecey-le-Grand. | 46° 38′ 15″ N, 4° 52′ 08″ E |       |
| Site de la roche de Solutré, de la roche de Vergisson et du mont de Pouilly (ceb), | Chasselas, Solutré-Pouilly, Vergisson (Rhône : Cenves)                                         | 18 octobre 1985  | 1 457           | Depuis le 22 décembre 2017, le site s'étend également sur une commune du Rhône. Il s'agit également d'un Grand Site de France. Quelques petites parties du site ne sont pas classées, mais simplement inscrites.                                                                   | 46° 17′ 23″ N, 4° 42′ 23″ E |       |
| Pierre qui croule                                                                  | La Tagnière                                                                                    | 30 juillet 1909  | 0               | Bloc de granite de 2 m de haut sur 8 m de circonférence, reposant comme en équilibre sur un autre bloc. | 46° 47′ 53″ N, 4° 15′ 16″ E |       |
| Jardin de la Légion-d'Honneur                                                      | Tournus                                                                                        | 29 janvier 1932  | 0               | Ancien jardin d'une maison canoniale, édifiée à l'emplacement des anciens remparts de l'abbaye Saint Philibert, aménagé en jardin public au début du XXe siècle. | 46° 33′ 55″ N, 4° 54′ 29″ E |       |
| Rochers du Carnaval                                                                | Uchon                                                                                          | 28 juillet 1941  | 11              | Chaos granitique sur le signal d'Uchon. | 46° 48′ 23″ N, 4° 15′ 12″ E |       |
| Vieille église, édicule de Belle-Croix, ruines du château féodal et leurs abords   | Uchon                                                                                          | 4 mars 1940      | 2               | | 46° 48′ 48″ N, 4° 15′ 06″ E |       |
| Roche du Pas de Saint-Georges                                                      | Vers                                                                                           | 28 décembre 1936 | 0               | Banc de roches jurassiques sur lequel des coquillages fossilisés ont laissé des traces qui imitent assez bien la forme des fers d'un cheval. La légende locale dit qu'il s'agit des empreintes du cheval de saint Georges qui se serait élancé d'ici jusqu'à la source de la Doue. | 46° 34′ 47″ N, 4° 51′ 21″ E |       |

### Sites inscrits
La liste suivante recense les sites inscrits du département. La superficie indiquée peut être nulle dans le cas de sites ponctuels.
| Site                                                                         | Communes | Date              | Superficie (ha) | Notes | Coordonnées                 | Photo |
| ---------------------------------------------------------------------------- | --- | ----------------- | --------------- | --- | --------------------------- | ----- |
| Site de la côte chalonnaise                                                  | Aluze, Bouzeron, Chagny, Chamilly, Charrecey, Chassey-le-Camp, Fontaines, Mellecey, Mercurey, Remigny, Rully, Saint-Jean-de-Vaux, Saint-Mard-de-Vaux, Saint-Martin-sous-Montaigu | 15 octobre 1974   | 5 228           | Étendu en 1978 aux communes de Barizey et Saint-Denis-de-Vaux, au sud, mais qui font l'objet d'une inscription séparée.                                                                               | 46° 50′ 47″ N, 4° 42′ 38″ E |       |
| Abords de l'église et du prieuré d'Anzy-le-Duc                               | Anzy-le-Duc | 10 mars 1953      | 62              | | 46° 19′ 21″ N, 4° 03′ 47″ E |       |
| Abords du théâtre romain                                                     | Autun | 20 avril 1942     | 7               | | 46° 57′ 12″ N, 4° 18′ 36″ E |       |
| Parc du château de Montjeu                                                   | Autun, Broye | 15 septembre 1938 | 63              | Le site inscrit comprend la zone centrale autour du château, l'allée de la Concorde (qui relie le château au lieu-dit du Pavillon sur près de 3 km) et l'îlot de la Torsin dans l'étang de la Toison. | 46° 54′ 09″ N, 4° 17′ 16″ E |       |
| Promenade des Marbres                                                        | Autun | 25 mai 1937       | 2               | | 46° 57′ 07″ N, 4° 18′ 20″ E |       |
| Quartier Marchaux                                                            | Autun | 1er octobre 1976  | 11              | | 46° 57′ 13″ N, 4° 18′ 02″ E |       |
| Site du pont d'Arroux                                                        | Autun | 2 février 1942    | 4               | Confluent de l'Arroux et du Ternin, près de la porte d'Arroux. | 46° 57′ 40″ N, 4° 17′ 35″ E |       |
| Versant dominant la ville d'Autun au sud-est                                 | Autun | 31 octobre 1967   | 478             | Site s'étendant depuis les faubourgs de Saint-Pancrace, du Breuil et Saint Blaise, vers le hameau de Couhard et les versants du plateau d'Antilly.                                                    | 46° 56′ 24″ N, 4° 18′ 25″ E |       |
| Vieux quartiers d'Autun                                                      | Autun | 6 février 1967    | 2               | Ensemble des quartiers situés à l'intérieur de l'enceinte du XVIe siècle av. J.-C., à l'exception du quartier Marchaux qui fait l'objet d'une inscription séparée.                                    | 46° 57′ 03″ N, 4° 17′ 46″ E |       |
| Versant sud de la vallée des Vaux (extension du site de la côte chalonnaise) | Barizey, Saint-Denis-de-Vaux | 30 mars 1978      | 734             | Extension du site inscrit en 1974. | 46° 47′ 27″ N, 4° 40′ 34″ E |       |
| Château de Berzé et ses abords                                               | Berzé-le-Châtel | 30 novembre 1934  | 15              | | 46° 23′ 08″ N, 4° 41′ 17″ E |       |
| Village de Berzé-la-Ville et ses abords                                      | Berzé-la-Ville | 28 janvier 1971   | 333             | | 46° 21′ 58″ N, 4° 42′ 17″ E |       |
| Église de Blanot et ses abords                                               | Blanot | 4 mars 1938       | 0               | | 46° 28′ 26″ N, 4° 44′ 05″ E |       |
| Grotte de la Cailleverdière                                                  | Blanot | 7 janvier 1935    | 0               | | 46° 29′ 07″ N, 4° 44′ 42″ E |       |
| Mont Saint-Romain                                                            | Blanot | 24 novembre 1936  | 20              | | 46° 29′ 32″ N, 4° 45′ 17″ E |       |
| Ville Haute                                                                  | Buxy | 6 mars 1954       | 4               | Ancien bourg fortifié autour de l'église. | 46° 42′ 48″ N, 4° 41′ 42″ E |       |
| Pont sur le Sornin, place de la Croix-Blanche et abords                      | Châteauneuf, Saint-Maurice-lès-Châteauneuf | 20 mai 1941       | 9               | | 46° 12′ 53″ N, 4° 15′ 12″ E |       |
| Allée de platanes du château de Chauffailles                                 | Chauffailles | 17 avril 1942     | 0               | Allée de platanes centenaires, nommée avenue du Château, reliant le centre de Chauffailles à son château.                                                                                             | 46° 12′ 12″ N, 4° 20′ 21″ E |       |
| Maison Bel Air et abords                                                     | Cluny | 22 février 1945   | 6               | | 46° 25′ 24″ N, 4° 39′ 25″ E |       |
| Place Notre-Dame                                                             | Cluny | 2 mars 1945       | 0               | Place devant l'église Notre-Dame, façades et toitures la bordant, fontaine. | 46° 26′ 02″ N, 4° 39′ 26″ E |       |
| Site de l'abbaye de Cluny                                                    | Cluny | 25 mars 1941      | 17              | | 46° 26′ 05″ N, 4° 39′ 37″ E |       |
| Mont Rome-Château                                                            | Créot, Saint-Sernin-du-Plain | 18 décembre 1991  | 665             | | 46° 53′ 56″ N, 4° 36′ 44″ E |       |
| Château de Cruzille et abords                                                | Cruzille | 22 février 1945   | 7               | | 46° 30′ 17″ N, 4° 47′ 36″ E |       |
| Site urbain de Cuiseaux                                                      | Cuiseaux | 23 novembre 1982  | 120             | | 46° 29′ 22″ N, 5° 23′ 34″ E |       |
| Vallée d'Audour                                                              | Dompierre-les-Ormes | 20 décembre 1982  | 395             | | 46° 20′ 11″ N, 4° 28′ 39″ E |       |
| Village et coteaux de Givry                                                  | Givry | 14 novembre 1991  | 699             | | 46° 46′ 43″ N, 4° 43′ 34″ E |       |
| Grande-Rue de Louhans                                                        | Louhans | 4 septembre 1942  | 0               | La Grande-Rue est également un site classé. | 46° 37′ 46″ N, 5° 13′ 21″ E |       |
| Ruines du château de Lourdon                                                 | Lournand | 12 février 1936   | 48              | | 46° 27′ 39″ N, 4° 38′ 55″ E |       |
| Centre ancien de Mâcon                                                       | Mâcon | 24 août 1976      | 43              | | 46° 18′ 23″ N, 4° 49′ 59″ E |       |
| Château et parc                                                              | Martigny-le-Comte | 29 décembre 1982  | 13              | | 46° 31′ 53″ N, 4° 19′ 58″ E |       |
| Ruines du château de Montaigu et ses abords                                  | Mercurey | 10 février 1936   | 4.7             | | 46° 49′ 31″ N, 4° 42′ 48″ E |       |
| Commune de Montceaux-Ragny                                                   | Montceaux-Ragny | 11 août 1992      | 254             | | 46° 37′ 06″ N, 4° 50′ 39″ E |       |
| Commune d'Oyé                                                                | Oyé | 8 novembre 1979   | 1 850           | | 46° 19′ 56″ N, 4° 11′ 43″ E |       |
| Église de Peronne et abords                                                  | Péronne | 22 février 1945   | 0               | | 46° 26′ 18″ N, 4° 48′ 38″ E |       |
| Château de Pierreclos et ses abords                                          | Pierreclos | 8 janvier 1935    | 26              | | 46° 19′ 49″ N, 4° 41′ 14″ E |       |
| Salon de verdure du château de Monceau                                       | Prissé | 10 octobre 1936   | 0               | | 46° 20′ 21″ N, 4° 44′ 30″ E |       |
| Centre ancien de Saint-Gengoux-le-National                                   | Saint-Gengoux-le-National | 30 octobre 1968   | 6               | | 46° 36′ 53″ N, 4° 39′ 47″ E |       |
| Chataignier de Saint-Maurice-de-Satonnay                                     | Saint-Maurice-de-Satonnay | 9 janvier 1936    | 0               | Châtaignier plusieurs fois centenaire. | 46° 23′ 38″ N, 4° 47′ 14″ E |       |
| Village de Saint-Vérand et abords                                            | Saint-Vérand | 5 novembre 1982   | 90              | | 46° 15′ 20″ N, 4° 43′ 56″ E |       |
| Village de Sigy-le-Châtel                                                    | Sigy-le-Châtel | 30 décembre 1981  | 382             | | 46° 33′ 21″ N, 4° 34′ 35″ E |       |
| Site de Solutré                                                              | Solutré-Pouilly, Vergisson | 2 octobre 1986    | 529             | Site de la roche de Solutré, de la roche de Vergisson et du mont de Pouilly (ceb) forme un site classé. L'inscription concerne les espaces situés au pied de ces trois éminences.                     | 46° 18′ 01″ N, 4° 43′ 21″ E |       |
| Centre ancien de Tournus                                                     | Tournus | 12 février 1971   | 35              | | 46° 33′ 45″ N, 4° 54′ 44″ E |       |
| Sommet de la Mère Boitier                                                    | Tramayes | 20 septembre 1973 | 53              | | 46° 18′ 01″ N, 4° 37′ 51″ E |       |